# Azteca adrepens
Azteca adrepens é uma espécie de formiga que pertence ao gênero Azteca. Foi descrita por Forel em 1911, e pode ser encontrada no Paraguai.